# Druhá vláda Jozefa Tisa

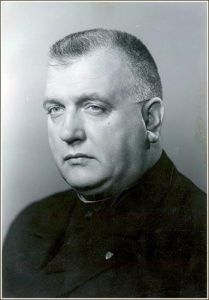
Předseda vlády Jozef Tiso

Druhá vláda Jozefa Tisa existovala v období od 1. prosince 1938 do 20. ledna 1939. Jednalo se o druhou slovenskou autonomní vládu v rámci druhé československé republiky.

## Složení autonomní vlády
Všichni členové vlády byli zástupci Hlinkovy slovenské lidové strany - Strany slovenské národní jednoty (HSĽS-SSNJ).
| Portfej                                                        | Ministr             | Strana | Strana    | Nástup do úřadu  | Odchod z úřadu |
| -------------------------------------------------------------- | ------------------- | ------ | --------- | ---------------- | -------------- |
| Předseda vlády, ministr vnitra, sociální péče a zdravotnictví: | Jozef Tiso          |        | HSĽS–SSNJ | 1. prosince 1938 | 20. ledna 1939 |
| Ministr financí, obchodu, zemědělství                          | Pavol Teplanský     |        | HSĽS–SSNJ | 1. prosince 1938 | 20. ledna 1939 |
| Ministr dopravy a veřejných prací                              | Ferdinand Ďurčanský |        | HSĽS–SSNJ | 1. prosince 1938 | 20. ledna 1939 |
| Ministr spravedlností                                          | Miloš Vančo         |        | HSĽS–SSNJ | 1. prosince 1938 | 20. ledna 1939 |
| Ministr školství                                               | Matúš Černák        |        | HSĽS–SSNJ | 1. prosince 1938 | 20. ledna 1939 |